# Maeve O’Connell

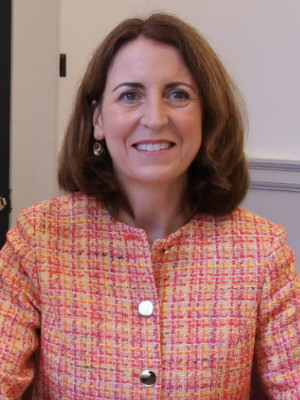
Maeve O’Connell (2024)

Maeve O’Connell ist eine irische Rechtsanwältin und Politikerin der Fine Gael (FG). Seit 2024 ist sie Teachta Dála (Abgeordnete) im Dáil Éireann, dem irischen Unterhaus.

## Leben
Maeve O’Connell war nach ihrem Studium und der Ausbildung am King’s Inns zur Rechtsanwaltschaft zugelassen. Sie hielt Vorlesungen in den Fächern Recht und Verwaltung an der Technological University Dublin.
2019 wurde sie in den Dún Laoghaire–Rathdown County Council für den Bereich Stillorgan gewählt. 
Bei den Wahlen zum Dáil Éireann 2024 war sie dann im Wahlkreis Dublin Rathdown erfolgreich und zog als Teachta Dála des 34. Dáil ein.
Maeve O’Connell ist seit 1998 mit dem Abgeordneten und Staatsminister Colm Brophy verheiratet.